# Daruszentmiklós
Daruszentmiklós is een plaats (község) en gemeente in het Hongaarse comitaat Fejér. Daruszentmiklós telt 1347 inwoners (2001).